# Đội tuyển bóng đá quốc gia Tanzania
Đội tuyển bóng đá quốc gia Tanzania (tiếng Anh: Tanzania national football team) là đội tuyển cấp quốc gia của Tanzania do Liên đoàn bóng đá Tanzania quản lý.
Trận thi đấu quốc tế đầu tiên của đội tuyển Tanzania là trận gặp đội tuyển Uganda vào năm 1945. Đội đã 3 lần tham dự cúp bóng đá châu Phi là vào các năm 1980, 2019 và 2023, tuy nhiên đều không vượt qua được vòng bảng.

## Danh hiệu
- Vô địch Cúp CECAFA:

Vô địch: 1974; 1994; 2010
Á quân: 1973; 1980; 1981; 1992; 2002
Hạng ba: 1975; 1979; 1990; 2008

## Thành tích tại giải vô địch thế giới
- 1930 đến 1970 - Không tham dự
- 1974 - Không vượt qua vòng loại
- 1978 - Bỏ cuộc
- 1982 - Không vượt qua vòng loại
- 1986 - Không vượt qua vòng loại
- 1990 - Không tham dự
- 1994 - Bỏ cuộc khi tham dự vòng loại
- 1998 đến 2022 - Không vượt qua vòng loại

## Cúp bóng đá châu Phi
Tanzania đã ba lần tham dự vòng chung kết Cúp bóng đá châu Phi và đều bị loại từ vòng bảng.
| Cúp bóng đá châu Phi | Cúp bóng đá châu Phi          | Cúp bóng đá châu Phi          | Cúp bóng đá châu Phi          | Cúp bóng đá châu Phi          | Cúp bóng đá châu Phi          | Cúp bóng đá châu Phi          | Cúp bóng đá châu Phi          | Cúp bóng đá châu Phi          | Cúp bóng đá châu Phi |
| Vòng chung kết: 3    | Vòng chung kết: 3             | Vòng chung kết: 3             | Vòng chung kết: 3             | Vòng chung kết: 3             | Vòng chung kết: 3             | Vòng chung kết: 3             | Vòng chung kết: 3             | Vòng chung kết: 3             | Vòng chung kết: 3    |
| Năm                  | Thành tích                    | Thứ hạng1                     | Số trận                       | Thắng                         | Hòa2                          | Thua                          | Bàn thắng                     | Bàn thua                      |                      |
| -------------------- | ----------------------------- | ----------------------------- | ----------------------------- | ----------------------------- | ----------------------------- | ----------------------------- | ----------------------------- | ----------------------------- | -------------------- |
| 1957 đến 1965        | Không tham dự                 | Không tham dự                 | Không tham dự                 | Không tham dự                 | Không tham dự                 | Không tham dự                 | Không tham dự                 | Không tham dự                 |                      |
| 1968                 | Bỏ cuộc khi tham dự vòng loại | Bỏ cuộc khi tham dự vòng loại | Bỏ cuộc khi tham dự vòng loại | Bỏ cuộc khi tham dự vòng loại | Bỏ cuộc khi tham dự vòng loại | Bỏ cuộc khi tham dự vòng loại | Bỏ cuộc khi tham dự vòng loại | Bỏ cuộc khi tham dự vòng loại |                      |
| 1970 đến 1978        | Vòng loại                     | Vòng loại                     | Vòng loại                     | Vòng loại                     | Vòng loại                     | Vòng loại                     | Vòng loại                     | Vòng loại                     |                      |
| 1980                 | Vòng 1                        | 8 / 8                         | 3                             | 0                             | 1                             | 2                             | 3                             | 6                             |                      |
| 1982                 | Bỏ cuộc                       | Bỏ cuộc                       | Bỏ cuộc                       | Bỏ cuộc                       | Bỏ cuộc                       | Bỏ cuộc                       | Bỏ cuộc                       | Bỏ cuộc                       |                      |
| 1984                 | Vòng loại                     | Vòng loại                     | Vòng loại                     | Vòng loại                     | Vòng loại                     | Vòng loại                     | Vòng loại                     | Vòng loại                     |                      |
| 1986                 | Bỏ cuộc khi tham dự vòng loại | Bỏ cuộc khi tham dự vòng loại | Bỏ cuộc khi tham dự vòng loại | Bỏ cuộc khi tham dự vòng loại | Bỏ cuộc khi tham dự vòng loại | Bỏ cuộc khi tham dự vòng loại | Bỏ cuộc khi tham dự vòng loại | Bỏ cuộc khi tham dự vòng loại |                      |
| 1988 đến 1992        | Vòng loại                     | Vòng loại                     | Vòng loại                     | Vòng loại                     | Vòng loại                     | Vòng loại                     | Vòng loại                     | Vòng loại                     |                      |
| 1994                 | Bỏ cuộc khi tham dự vòng loại | Bỏ cuộc khi tham dự vòng loại | Bỏ cuộc khi tham dự vòng loại | Bỏ cuộc khi tham dự vòng loại | Bỏ cuộc khi tham dự vòng loại | Bỏ cuộc khi tham dự vòng loại | Bỏ cuộc khi tham dự vòng loại | Bỏ cuộc khi tham dự vòng loại |                      |
| 1996 đến 2002        | Vòng loại                     | Vòng loại                     | Vòng loại                     | Vòng loại                     | Vòng loại                     | Vòng loại                     | Vòng loại                     | Vòng loại                     |                      |
| 2004                 | Bỏ cuộc khi tham dự vòng loại | Bỏ cuộc khi tham dự vòng loại | Bỏ cuộc khi tham dự vòng loại | Bỏ cuộc khi tham dự vòng loại | Bỏ cuộc khi tham dự vòng loại | Bỏ cuộc khi tham dự vòng loại | Bỏ cuộc khi tham dự vòng loại | Bỏ cuộc khi tham dự vòng loại |                      |
| 2006 đến 2017        | Vòng loại                     | Vòng loại                     | Vòng loại                     | Vòng loại                     | Vòng loại                     | Vòng loại                     | Vòng loại                     | Vòng loại                     |                      |
| 2019                 | Vòng 1                        | 24 / 24                       | 3                             | 0                             | 0                             | 3                             | 2                             | 8                             |                      |
| 2021                 | Vòng loại                     | Vòng loại                     | Vòng loại                     | Vòng loại                     | Vòng loại                     | Vòng loại                     | Vòng loại                     | Vòng loại                     |                      |
| 2023                 | Vòng 1                        | 22 / 24                       | 3                             | 0                             | 2                             | 1                             | 1                             | 4                             |                      |
| 2025                 | Chưa xác định                 | Chưa xác định                 | Chưa xác định                 | Chưa xác định                 | Chưa xác định                 | Chưa xác định                 | Chưa xác định                 | Chưa xác định                 |                      |
| 2027                 | Đồng chủ nhà                  | Đồng chủ nhà                  | Đồng chủ nhà                  | Đồng chủ nhà                  | Đồng chủ nhà                  | Đồng chủ nhà                  | Đồng chủ nhà                  | Đồng chủ nhà                  |                      |
| Tổng cộng            | 3 lần vòng 1                  | 3 lần vòng 1                  | 9                             | 0                             | 3                             | 6                             | 6                             | 18                            |                      |

- ^1 Thứ hạng ngoài bốn hạng đầu (không chính thức) dựa trên so sánh thành tích giữa những đội tuyển vào cùng vòng đấu
- ^2 Tính cả những trận hoà ở vòng đấu loại trực tiếp phải giải quyết bằng sút luân lưu
- ^3 Do đặc thù châu Phi, có những lúc tình hình chính trị hoặc kinh tế quốc gia bất ổn nên các đội bóng bỏ cuộc. Những trường hợp không ghi chú thêm là bỏ cuộc ở vòng loại

## Đội hình
Đội hình dưới đây được triệu tập để tham dự CAN 2023.
Số liệu thống kê tính đến ngày 7 tháng 1 năm 2024 sau trận gặp Ai Cập.
| Số | VT | Cầu thủ              | Ngày sinh (tuổi)  | Trận | Bàn | Câu lạc bộ       |
| -- | -- | -------------------- | ----------------- | ---- | --- | ---------------- |
|    | TM | Aishi Manula         | 13 tháng 9, 1995  | 59   | 0   | Simba            |
|    | TM | Beno David Kakolanya | 27 tháng 6, 1994  | 4    | 0   | Simba            |
|    | TM | Kwesi Kawawa         | 5 tháng 12, 2001  | 1    | 0   | Karlslunds IF    |
|    |    |                      |                   |      |     |                  |
|    | HV | Mohammed Hussein     | 1 tháng 11, 1996  | 37   | 0   | Mwadui United    |
|    | HV | Bakari Mwamnyeto     | 5 tháng 10, 1995  | 36   | 0   | Young Africans   |
|    | HV | Dickson Job          | 29 tháng 12, 2000 | 23   | 1   | Young Africans   |
|    | HV | Abdi Banda           | 20 tháng 5, 1995  | 20   | 0   | Chippa United    |
|    | HV | Novatus Miroshi      | 2 tháng 9, 2002   | 17   | 2   | Shakhtar Donetsk |
|    | HV | Ibrahim Hamad        | 12 tháng 11, 1997 | 7    | 0   | Young Africans   |
|    | HV | Haji Mnoga           | 16 tháng 4, 2002  | 7    | 0   | Aldershot Town   |
|    | HV | Lusajo Mwaikenda     | 27 tháng 10, 2000 | 4    | 0   | Azam             |
|    | HV | Miano Danilo         | 31 tháng 3, 2003  | 0    | 0   | Villena          |
|    | HV | Abdulmalik Zakaria   | 3 tháng 3, 1996   | 0    | 0   | Namungo          |
|    |    |                      |                   |      |     |                  |
|    | TV | Himid Mao Mkami      | 15 tháng 11, 1992 | 69   | 2   | Ghazl El Mahalla |
|    | TV | Mzamiru Yassin       | 3 tháng 1, 1996   | 47   | 0   | Simba            |
|    | TV | Feisal Salum         | 11 tháng 1, 1998  | 32   | 2   | Young Africans   |
|    | TV | Mudathir Yahya       | 6 tháng 5, 1996   | 27   | 0   | Young Africans   |
|    | TV | Sospeter Bajana      | 14 tháng 10, 1996 | 5    | 1   | Azam             |
|    | TV | Morice Abraham       | 13 tháng 8, 2003  | 3    | 0   | Spartak Subotica |
|    | TV | Tarryn Allarakhia    | 17 tháng 11, 1997 | 0    | 0   | Wealdstone       |
|    |    |                      |                   |      |     |                  |
|    | TĐ | Simon Msuva          | 2 tháng 10, 1993  | 87   | 21  | JS Kabylie       |
|    | TĐ | Ally Samatta         | 23 tháng 12, 1992 | 75   | 22  | PAOK             |
|    | TĐ | Denis Kibu           | 4 tháng 12, 1998  | 16   | 0   | Simba            |
|    | TĐ | Charles M'Mombwa     | 14 tháng 3, 1998  | 2    | 1   | Macarthur        |
|    | TĐ | Ben Starkie          | 23 tháng 7, 2002  | 2    | 0   | Basford United   |
|    | TĐ | Cyprian Kachwele     | 15 tháng 2, 2005  | 0    | 0   | Whitecaps 2      |
|    | TĐ | Mohammed Omar        |                   | 0    | 0   | Unknown          |

### Triệu tập gần đây
Các cầu thủ được triệu tập trong vòng 12 tháng.
| Vt | Cầu thủ               | Ngày sinh (tuổi)  | Số trận | Bt | Câu lạc bộ                   | Lần cuối triệu tập           |
| -- | --------------------- | ----------------- | ------- | -- | ---------------------------- | ---------------------------- |
| TM | Metacha Mnata         | 25 tháng 11, 1998 | 9       | 0  | Young Africans               | v. Maroc, 21 November 2023   |
| TM | Zuberi Foba Masudi    | 23 tháng 5, 2002  | 0       | 0  | Azam                         | v. Niger, 18 June 2023       |
|    |                       |                   |         |    |                              |                              |
| HV | Kennedy Juma          | 7 tháng 8, 1994   | 10      | 0  | Simba                        | v. Niger, 18 June 2023       |
| HV | Ally Kibwana Shomari  | 21 tháng 11, 2000 | 7       | 0  | Young Africans               | v. Niger, 18 June 2023       |
| HV | Kheir Makame Jecha    | 23 tháng 8, 1996  | 0       | 0  | Kikosi Maalum Kuzuia Magendo | v. Niger, 18 June 2023       |
| HV | Lameck Elias Lawi     | 28 tháng 11, 2000 | 0       | 0  | Coastal Union                | v. Niger, 18 June 2023       |
| HV | Datius Peter          | 26 tháng 11, 1998 | 0       | 0  | Kagera Sugar                 | v. Niger, 18 June 2023       |
| HV | Shomari Kapombe       | 28 tháng 1, 1992  | 82      | 1  | Simba                        | v. Uganda, 28 March 2023     |
| HV | Charles Luhende       | 21 tháng 1, 1989  | 5       | 0  | Kagera Sugar                 | v. Uganda, 28 March 2023     |
| HV | Abdallah Mfuko        | 23 tháng 3, 1993  | 2       | 0  | Kagera Sugar                 | v. Uganda, 28 March 2023     |
| HV | Yahya Mbegu           | 7 tháng 8, 2000   | 0       | 0  | Polisi                       | v. Uganda, 28 March 2023     |
|    |                       |                   |         |    |                              |                              |
| TV | Raphael Daudi         | 9 tháng 11, 1996  | 7       | 0  | Ihefu                        | v. Niger, 18 June 2023       |
| TV | Ayoub Idrissa Bilali  | 27 tháng 7, 2001  | 1       | 0  | Goražde                      | v. Niger, 18 June 2023       |
| TV | Adolf Bitegeko        | 26 tháng 2, 1999  | 0       | 0  | Völsungur                    | v. Niger, 18 June 2023       |
| TV | Anuary Jabir          | 8 tháng 11, 1996  | 3       | 0  | Kagera Sugar                 | v. Uganda, 28 March 2023     |
| TV | Ally Msengi           | 20 tháng 12, 2001 | 1       | 0  | Moroka Swallows              | v. Uganda, 28 March 2023     |
| TV | Khalid Habibu         | 10 tháng 9, 2001  | 0       | 0  | KMKM                         | v. Uganda, 28 March 2023     |
| TV | Edmund John           | 4 tháng 12, 2002  | 0       | 0  | Geita Gold                   | v. Uganda, 28 March 2023     |
| TV | Yusuph Kagoma         | 1 tháng 2, 1996   | 0       | 0  | Geita Gold                   | v. Uganda, 28 March 2023     |
| TV | Ramadhani Makame      | 29 tháng 6, 1998  | 0       | 0  | Bodrumspor                   | v. Uganda, 28 March 2023     |
|    |                       |                   |         |    |                              |                              |
| TĐ | Abdul Hamisi Suleiman | 26 tháng 2, 2001  | 7       | 0  | Azam                         | v. Maroc, 21 November 2023   |
| TĐ | Raphael Bocco         | 5 tháng 8, 1989   | 84      | 16 | Simba                        | v. Algérie, 7 September 2023 |
| TĐ | George Tibar          | 1 tháng 1, 2000   | 1       | 0  | Hatta                        | v. Niger, 18 June 2023       |
| TĐ | Bernard Kamungo       | 1 tháng 1, 2002   | 0       | 0  | FC Dallas                    | v. Niger, 18 June 2023       |
| TĐ | Kelvin John           | 10 tháng 6, 2003  | 6       | 0  | Genk                         | v. Uganda, 28 March 2023     |
| TĐ | Said Khamis           | 20 tháng 7, 2000  | 5       | 1  | Jedinstvo Ub                 | v. Uganda, 28 March 2023     |
| TĐ | Alphonce Msanga       | 14 tháng 6, 2003  | 0       | 0  | Spartak Subotica             | v. Uganda, 28 March 2023     |